# Челышев, Алексей Валентинович
Алексе́й Валенти́нович Че́лышев (род. 10 марта 1955, Вольск, Саратовская область, РСФСР, СССР) — российский государственный деятель. 
Префект Южного (2013—2025), Новомосковского и Троицкого (2012—2013) и Юго-Западного (2005—2012) административных округов Москвы.

## Биография
Родился в городе Вольск Саратовской области 10 марта 1955 года. После окончания МИСИ с 1977 по 1987 годы работал в Главмосстрое, где прошёл путь от мастера до начальника СУ-36 Треста Мосстрой № 1.
В 1987 году переходит на работу в исполком Гагаринского райсовета города Москвы, где занимает должность сначала заместителя, а затем первого заместителя председателя. С 1991 по 1998 годы работает в коммерческих строительных компаниях. С 1998 по 2001 годы являлся главой управ района Тропарёво-Никулино и Гагаринского района города Москвы.
С 2001 года работает в управлении Юго-Западного административного округа (ЮЗАО) Москвы, являясь сначала заместителем, а с 2002 года — первым заместителем префекта. В этой должности возглавлял строительный комплекс округа. В декабре 2005 года назначен префектом ЮЗАО Москвы.
17 апреля 2012 года был назначен префектом двух новых округов Москвы (Троицкого и Новомосковского), созданных позже — 1 июля 2012 года — в рамках реализации проекта расширения Москвы. На время переходного периода эти два округа должны управляться одной префектурой. 
8 ноября 2013 года был назначен префектом Южного административного округа города Москвы.
15 января 2025 года был освобождён от должности префекта ЮАО по собственной инициативе в связи с выходом на пенсию.

## Награды
- Почётный строитель России (2004).
- Награждён Почётной грамотой Правительства Москвы[5]. Президент Федерации фехтования города Москвы (2010)[6].
- Почётная грамота Совета Министров Республики Беларусь (23 ноября 2008 года) — за значительный личный вклад в укрепление и развитие торгово-экономического сотрудничества между Республикой Беларусь и Г. Москвой Российской Федерации[7].